# Klaus Böldl
Klaus Böldl (* 21. Februar 1964 in Passau) ist ein deutscher Skandinavist und Schriftsteller.

## Laufbahn
Klaus Böldl studierte Nordische Philologie, Germanistik und Komparatistik in München und Lund. 1999 promovierte er in München zum Doktor der Philologie, 2005 erfolgte die Habilitation. Seit 2007 ist er Professor für skandinavistische Mediävistik am Nordischen Institut der Universität Kiel. Böldl ist Mitglied der Mainzer Akademie der Wissenschaften und der Literatur.
Neben seinen wissenschaftlichen Arbeiten verfasst Böldl erzählerische Werke und Reiseberichte, die oft den skandinavischen Raum zum Hintergrund haben. Er erhielt u. a. 1997 den Tukan-Preis der Stadt München, 2001 den Förderpreis des Freistaates Bayern, 2003 den Brüder-Grimm-Preis der Stadt Hanau, den Hermann-Hesse-Preis und 2013 den Friedrich-Hebbel-Preis der Friedrich-Hebbel-Stiftung.

## Werke

### Wissenschaftliche Werke
- Der Mythos der Edda. Francke, Tübingen [u. a.], 2000. ISBN 3-7720-2749-0 (= Dissertation Universität München).
- Vereinzelt Schneefall. Neue Texte aus Skandinavien, hrsg. von Klaus Böldl und Uwe Englert, in: Neue Rundschau Jhg. 115, Heft 3. Frankfurt am Main, 2004. ISBN 3-10-809058-5.
- Eigi einhamr. Beiträge zum Weltbild der Eyrbyggja und anderer Isländersagas (= Ergänzungsbände zum Reallexikon der Germanischen Altertumskunde, Bd. 48). De Gruyter, Berlin 2005, ISBN 3-11-018582-2 (= Habilitationsschrift Universität München).
- Kontinuität in der Kritik. Historische und aktuelle Perspektiven der Skandinavistik (Hrsg. von Klaus Böldl und Miriam Kauko). Freiburg, 2005. ISBN 3-7930-9379-4.
- Götter und Mythen des Nordens. Ein Handbuch. Verlag C. H.Beck, München 2013, ISBN 978-3-406-65219-6.
- Odin. Der dunkle Gott und seine Geschichte. C. H. Beck, München 2024, ISBN 978-3-406-82168-4.

### Literarische Werke
- Studie in Kristallbildung. Frankfurt am Main, 1997. ISBN 3-596-22389-X.
- Südlich von Abisko. Frankfurt am Main, 2000. ISBN 3-596-14979-7.
- Die fernen Inseln. Frankfurt am Main, 2003. ISBN 3-10-007620-6. (über die Färöer und Island)
- Drei Flüsse. Frankfurt am Main, 2006. ISBN 3-10-007621-4.
- Der nächtliche Lehrer. Frankfurt am Main, 2010. ISBN 978-3-10-007627-4.
- Der Atem der Vögel. Frankfurt am Main, 2017. ISBN 978-3-10-397270-2.

### Übersetzungen
- Die Saga von den Leuten auf Eyr. München, 1999. (= Eyrbyggja saga) ISBN 3-424-01480-X.

als Herausgeber
- Isländersagas, S.Fischer Verlag, Frankfurt am Main 2011, ISBN 978-3-10-007629-8.